# Astrid Carolina Herrera
 (décembre 2020).
Si vous disposez d'ouvrages ou d'articles de référence ou si vous connaissez des sites web de qualité traitant du thème abordé ici, merci de compléter l'article en donnant les références utiles à sa vérifiabilité et en les liant à la section « Notes et références ».
Astrid Carolina Herrera de son vrai complet Astrid Carolina Herrera Irrazábal, est née le 23 juin 1963 à Caracas, étudiante en psychologie, ensuite mannequin et actrice vénézuélienne.
Elle devient à 21ans Miss Monde le 15 novembre 1984 au Royal Albert Hall à Londres.

## Biographie
Elle est connue pour avoir interprété plusieurs Telenovelas vénézuélien, depuis 1987.

## Filmographie
| Année | Titre                     | Role                          |
| ----- | ------------------------- | ----------------------------- |
| 1987  | La Pasión de Teresa       | Teresa                        |
| 1987  | Mi amada Beatriz          | Estefanía                     |
| 1988  | Alma mía                  | Alma Rosa                     |
| 1988  | Abigail                   | Amanda                        |
| 1990  | Emperatriz                | Endrina/Eugenia               |
| 1992  | La loba herida            | Álvaro, Isabel & gipsy Lucero |
| 1992  | Las Dos Dianas            | Jimena                        |
| 1992  | Divina obsesión           |                               |
| 1995  | Morena Clara (telenovela) | Clara Rosa Guzmán             |
| 2000  | Amantes de Luna Llena     | La Perla                      |
| 2001  | Secreto de Amor           | Yesenia                       |
| 2002  | La mujer de Judas         | Altagracia del Toro           |
| 2003  | Engañada                  |                               |
| 2004  | Sabor a ti                | Raiza Alarcón                 |
| 2007  | Arroz con leche           | Abril                         |
| 2011  | La viuda joven            | Ivana Humboldt                |